# Viaducto Mala Rijeka
El Viaducto Mala Rijeka (en montenegrino: Мост изнад Мале Ријеке) es un viaducto ferroviario en la línea Belgrado-Bar, ubicado a unos 20 kilómetros al norte de Podgorica, Montenegro.
El proyecto se inició en 1969 y se terminó en 1973. El viaducto posee 498,8 metros (1.636 pies) de largo y se eleva 200 metros (660 pies) sobre el Mala Rijeka (que significa literalmente pequeño río). También es el puente más largo en el ferrocarril Belgrado - Bar.

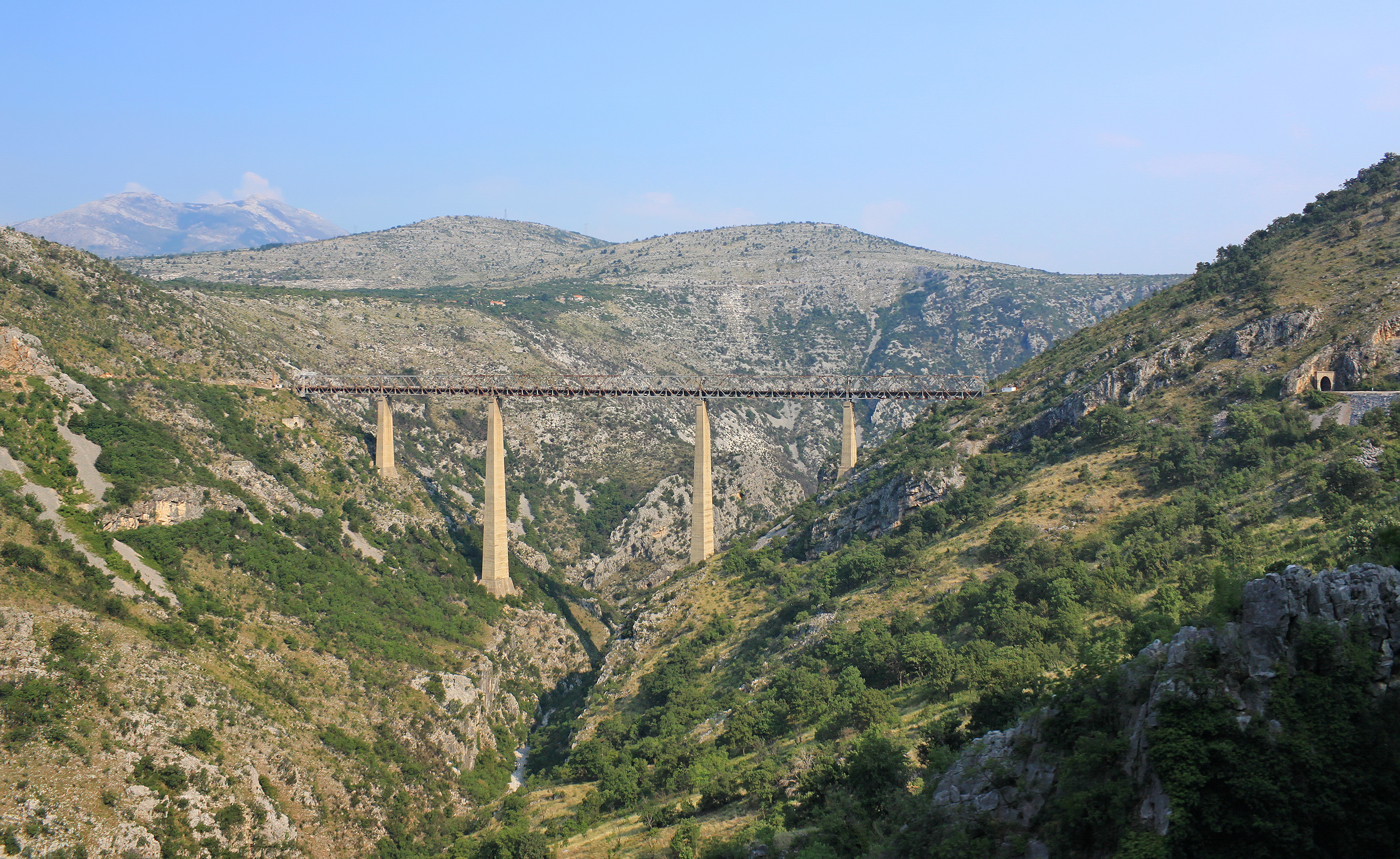
Viaducto Mala Rijeka